# Lorenz Quaglia
Lorenz Quaglia (* 30. August 1869 in Würzburg; † 1. Dezember 1934 ebenda) war ein deutscher Jurist und Politiker. Er war Bezirksamtmann im Bezirksamt Dingolfing (1912–1919) und im Bezirksamt Günzburg (1919–1934).

## Leben
Als Sohn eines Rentamtmanns geboren, studierte Quaglia Rechtswissenschaften in Würzburg und Heidelberg. Während seines Studiums wurde er 1889 Mitglied der Burschenschaft Germania zu Würzburg. In Heidelberg wurde er zum Dr. iur. promoviert.
1920 wurde er Oberamtmann und 1932 Oberregierungsrat. 1934 trat er in den Ruhestand und zog nach Würzburg.

## Ehrungen
- 1916: König Ludwig-Kreuz